# Рорабейкер, Дейна
Дейна Тайрон Рорабейкер (англ. Dana Tyron Rohrabacher, также встречается написание Дана Рорабахер; род. 21 июня 1947, Коронадо, Калифорния) — американский политик-республиканец; с 1989 по 2018 год представлял 48-й избирательный округ штата Калифорния в Палате представителей США (председателем подкомитета по Европе, Евразии и новым угрозам Комитета по иностранным делам Палаты). Известен своей давней дружбой с Владимиром Путиным и поддержкой российских позиций в международной политике.

## Карьера
В 1969 году окончил Университет штата Калифорния в Лонг-Бич, а в 1971 — Университет Южной Калифорнии в Лос-Анджелесе. Работал адвокатом. Был заместителем пресс-секретаря президентской кампании Рональда Рейгана на президентских выборах в 1976 и 1980, затем работал спичрайтером президента Рейгана с 1981 по 1988. Помог сформулировать Доктрину Рейгана. В ноябре 2018 года проиграл выборы и потерял место в Конгрессе.

## Политические взгляды
Придерживается крайне консервативных взглядов. В числе прочего не верит то, что деятельность человека вызывает глобальное потепление, уничижительно отзывается о геях и нелегальных мигрантах; давний сторонник легализации марихуаны.

## Поддержка Кремля
Существует мнение, что Дейна Рорабейкер, бывший в молодости «рыцарем холодной войны», в начале XXI века стал «главным апологетом Кремля на Капитолийском холме». В частности, Рорабейкер поддерживает политику российского руководства в отношении Украины, а также противодействует внедрению в жизнь положений «Закона Магнитского». В 2012 году, по данным New York Times, ФБР предупредило Рорабахера о том, что российские спецслужбы рассматривают его как источник разведывательной информации и дали ему кодовое имя.

### Украина
Рорабейкер поддержал результаты референдума о статусе Крыма, в результате которого полуостров был аннексирован Россией. 6 марта 2014 года он был одним из 23 членов Палаты представителей, голосовавших против $1 млрд кредитных гарантий для поддержки нового правительства Украины. 11 марта 2014 палата представителей Конгресса, подавляющим большинством голосов (402 голоса «за»; 7 — «против») осудила российскую аннексию Крыма как нарушение суверенитета Украины. Комментируя свою позицию, Рорабейкер заявил:

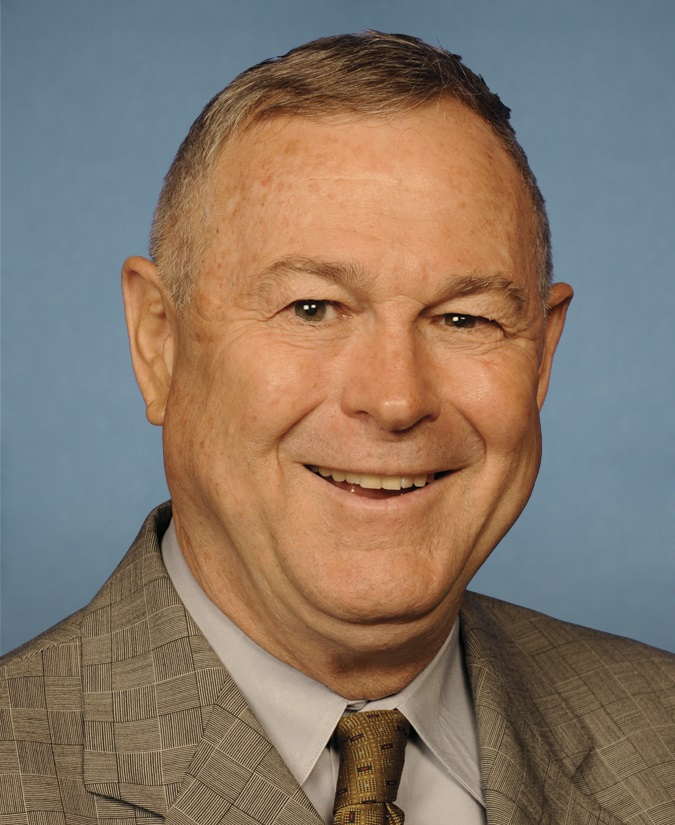
Д. Рорабейкер

Со времён нашей американской революции, люди по своему выбору переходили из одного государства в другое и это было правильно. Часто забывают, что наша Декларация Независимости — именно об этом.
Оригинальный текст (англ.)
Starting with our own American Revolution, groups of people have declared themselves, rightfully, to be under a different government or a government of their choosing. People forget that’s what our Declaration of Independence is all about.

О санкциях против России:

Санкции — это воплощение лицемерия. Это просто смешно: мы добивались права Косово на самоопределение с помощью насилия и военных действий, которые были гораздо более разрушительными и унесли намного больше жизней, чем то что сделал Путин для того, чтобы защитить право выбора, который сделали жители Крыма и их право выбирать общую судьбу с Россией.
Оригинальный текст (англ.)The sanctions are an abomination of hypocrisy. This is ridiculous: What we were doing with the violence and military action we took to secure the Kosovars’ right to self-determination was far more destructive and had far more loss of life than what Putin’s done trying to ensure the people of Crimea are not cut off from what they would choose as their destiny with Russia

### Закон Магнитского
Д. Рорабейкер относится к небольшому числу американских законодателей, призывающих к отмене «Закона Магнитского»,  налагающего карательные санкции на российских чиновников, причастных, по мнению авторов закона, к смерти Сергея Магнитского. Рорабейкер полагает Магнитского участником коррупционных схем, а не их разоблачителем, и своими поправками требует как минимум снять имя Магнитского с названия закона. По мнению наблюдателей, именно Рорабейкер возглавляет группу противников закона.

## Личная жизнь
Женат с 1997 года. В 2004 году его жена родила тройню. Рорабейкер и его семья живут в Коста-Месе.
Увлекается сёрфингом.